# Роже I де Сен-Ларі
Роже I де Сен-Ларі (*Roger de Saint-Lary de Bellegarde, 1525 —†20 грудня 1579) — французький військовий та політичний діяч часів Регілійних війн.

## Життєпис
Походив зі шляхетської лангедокської родини. Народився у 1525 році у сім'ї П'єра де Сен-Ларі, барона Бельгарда. Спочатку батьки обрали для Роже церковну кар'єру. Він деякий час навчався в Авіньйоні. Але у 1553 році вирішив стати військовим. Тоді ж разом зі своїм родичем Полем де Ла Бартом взяв участь у поході на Корсику. У 1556–1557 роках проявив себе у битвах у П'ємонті під орудою маршала Шарля де Коссе.
У 1557 році звитяжно бився у битві при Гравеліні, що завершилася поразкою французів, наступного, 1558 року, Роже де Сен-ларі серед учасників захоплення міста Кале. Тоді ж отримує звання лейтенанта.
У 1562 році воює проти гугенотів під командування Альбера де Гонді при облозі Руана. завдяки Гонді Роже потрапляє до королівського двору, де стає командором ордену Калатрави. Був у 1564 році у складі королівського почту під час великого туру Францією, що було організовано Катериною Медічі. 1565 року вирушає на Мальту, де бере участь в обороні міста ла-Валетта від військ Османської імперії.
З 1567 році перебував на півночі Італії. 1569 року отримує звання полковника, продовжує військову службу в П'ємонті до 1570 року. 1573 року служив під командуванням генріха Анжуйського, майбутнього короля Генріха III, під час облоги Ла-Рошелі. Того ж року супроводжує Генріха Анжу після обрання того королем Речі Посполитої. після смерті короля Карла IX Валуа Роже де Сен-Ларі відправлено до Еммануїла Філібера, герцога Савойського, щоб організувати безперешкодний проїзда Генріха Анжуйського до Франції.
У 1574 році разом з Ажуйським повертається до Франції, де стає головним фаворитом (міньйоном) нового короля Генріха III. Незабаром отримує звання маршала, входить до складу Таємної ради короля. Радив Генріху III віддати герцогу Савойському фортецю Пінероль, місто турин та маркизат Салуццо, що викликало спроти Катерини Медічі. Зрештою Сен-Ларі втрачає прихильність король й отримує призначення губернатора Дофіне. 1575 року за наполяганням Медічі його призначають послом у Речі Посполитій, але Сен-ларі відмовляється їхати туди й соховається при дворі герцога Савойського.
У 1577 році, по поверненню до Франції, очолює армію в Лангедоці. на її чолі облягає гугенотів у м.нім, проте не досягає жодного успіху. Після цього повертається до Дофіне, де з перемінним успіхом воює проти гугенотів на чолі із Франсуа Ледіг'єром. 1578 року отримує орден Короля. 1579 року виборов для себе дружинин посаг — маркизат Салуццо, але незабаром помер 20 грудня.

## Родина
Дружина — Маргарита де Салуццо
Діти:
- Цезар (1563–1587)